# Petrosia dura
Petrosia dura är en svampdjursart som först beskrevs av Wilson 1902.  Petrosia dura ingår i släktet Petrosia och familjen Petrosiidae.
Artens utbredningsområde är Puerto Rico. Inga underarter finns listade i Catalogue of Life.